# Stigmatisering (sociologi)
Stigmatisering innebär att medlemmar av sociala kategorier - om vilka andra har negativa uppfattningar eller stereotyper - diskrimineras för sin egenskap av andra medlemmar i samhället. 
Enligt vissa utsätts endast sociala kategorier som utgör utgrupper relativt samhällets dominerande grupp för stigmatisering.
Vad som betingar de sociala kategorier som leder till stereotyper, innefattar attribut som är synliga eller osynliga, kontrollerbara eller inte kontrollerbara, och kan vara knutet till utseendet, beteendet eller medlemskapet i en grupp. Sådant kan leda till psykisk stigmatisering. Social stigmatisering förutsätter å andra sidan att en stigmatisering försämrar de sociala villkoren.
Det kan, i sociologisk mening, innebära ett nedvärderande utpekande, en psykologisk brännmärkning, ett "vi mot dem", ett förakt för grupper eller enskilda personer som avviker från den egna samhällsnormen. Vanliga offer för stigmatisering i det västerländska samhället är exempelvis HBTQ-personer, bidragstagare eller andra ekonomiskt utsatta individer, invandrare, , ensamstående fäder, personer med fysiska defekter, sjukdomar, exempelvis HIV, och affektiva störningar. Begreppet används främst av dem som vill tydliggöra och motarbeta en existerande stigmatisering, samt av forskare som söker samband mellan avvikande beteenden och det omgivande samhällets reaktioner. Autism och Aspergers syndrom kan vara sådana exempel.
Att en grupp uppfattas stereotyp är inte alls en garanti för att gruppen i fråga verkligen blir utsatt för konkret stigmatisering och eller diskriminering. En grupp som drabbas hårt av stigmatisering och viktmobbning är människor med fetma.

## Goffman
I boken Stigma - den avvikandes roll och identitet definierar sociologen Erving Goffman stigma som ett djupt misskrediterande attribut hos en individ. Det tenderar att reducera henne till att vara endast det som själva stigmat symboliserar. Goffman anger tre olika typer av stigma 	(Goffman, 2011, s.12).:
1. Kroppsliga stigman, exempelvis ett fysiskt handikapp
2. Karaktärsstigman, exempelvis ett missbruk
3. Gruppstigman, bland annat religion, etnicitet, klass och kön.